# Gamasomorpha longisetosa
Gamasomorpha longisetosa là một loài nhện trong họ Oonopidae.
Loài này thuộc chi Gamasomorpha. Gamasomorpha longisetosa được George Newbold Lawrence miêu tả năm 1952.